# Nika Murovec
Nika Murovec, slovenska alpska smučarka, * 11. februar 2002.
Murovec je članica kluba ASK Kranjska Gora. Nastopila je na svetovnem mladinskem prvenstvu leta 2021, ko je svojo najboljšo uvrstitev dosegla s 27. mestom v superveleslalomu. V svetovnem pokalu je debitirala 16. februarja 2020, ko je na slalomu za Zlato lisico v Kranjski gori zasedla 45. mesto.